# تپه دخترو
تپه دخترو مربوط به دوره اشکانیان است و در شهرستان دورود، بخش مرکزی، دهستان دورود، ۵۰ متری غرب روستای چنارخاتون واقع شده و این اثر در تاریخ ۲۳ بهمن ۱۳۸۵ با شمارهٔ ثبت ۱۷۱۷۲ به‌عنوان یکی از آثار ملی ایران به ثبت رسیده است.